# Воловиця (Ніжинський район)
 Волови́ця — село у Ніжинському районі Чернігівської області України. Входить до складу Комарівської сільської громади. Населення — 260 осіб (2013 рік). До 2020 орган місцевого самоврядування — Степанівська сільська рада.

## Географія
Село розташоване на півночі району, за 35 км від колишнього районного центру — міста Борзна (автошляхами — близько 41 км) на лівому березі річки Десна, майже навпроти села Ушня, яке відноситься вже до Корюківського району. Воловиця — єдиний населений пункт Борзнянщини, розташований безпосередньо на березі Десни. Площа села 2 км². Висота над рівнем моря — 116 м.

## Топоніміка
За переказами односельців-краєзнавців, походить воно від «віл», «воловик»: ґрунти довкола Воловиці сіропіщані, малородючі. А тому ще кочівники, а потім і осіле тут населення займалось переважно скотарством, особливо вирощуванням і торгівлею волами. Спочатку місцеве населення називали воловиками, а потім назва змінилась на Воловицю.

## Історія

### Рання історія села
В XVII сторіччі, коли у 1618 році за Деулинським перемир'ям Чернігівщина повернулася від Московії до Речі Посполитої, Воловиця і Ушня належали Борису Тимофійовичу Грязному, багатому провославному магнату із Московії, що служив королю і був новгород-сіверським ловчим.
1642 р. Борис Грязний судився за землю, що біля Воловиці з паном Адамом Кисилем. Король, щоб примирити панів, назначив суд, де визначили межі їх володінь (з розповіді старожила Гаврила із села Холмів 1702 р.).
1650 р. Борис Тимофійович Грязний з іншими панами отримують від Богдана Хмельницького грамоту, у якій поверталися права на колишні володіння, свобода надавалася лише козакам.
1655 р. ніжинський протопоп Максим Філімонович жалуваною грамотою царя Олексія Михайловича отримав у спадкове володіння село Ушню, із млинами, разтошованими неподалік від того села, а також «деревенками… до тое ж деревни Ушни здавна належачими» Воловицю та Степанівку.
1656 р. колишній воловицький священник Андрій Самарський, продає свій власний хутір біля воловицької слободи Степанівки, ніжинському прототопу Максиму Філімоновичу. Свідками продажі були степанівський отаман Миско Шелест та степанівський війт Микита Кубай.
1660 р. вдова Бориса Грязного Катерина своїй дочьці Марині та її чоловіку, майору чернігівського гарнізону Констянтину Мазапеті, передає у спадок села Ушню, Воловицю, Степанівку та присілок Дубрівку (які на той час вже не належали Грязним).
1666 р. за єпископом Мефодієм значилися села: Ушня, Борківка, Воловиця, Кладьківка та слобідка на річці Ворона (Степанівка) з усіма угіддями та млинами.
1676 р. 31 березня. Царем Федіром Олексійовичем була дана грамота Архіепископу Лазарю Барановичу, у якій підтверджувались права на всі його володіння. Серед інших володінь у переліку зазначені: Ніжинського полку два села: Воловиця та Степанівка, з млинами та усіма угіддями, разом з Ушнею селом Чернігівського полку, при якому млини Дубровські, а також перевіз, стави та Кладьківські озера, нещодавно отримані від гетьмана Івана Самойловича.
Цікавий межовий акт земель Воловиці 1676 р. Причиною його складання стала суперечка між кладківчанами, які були в той час підданими протопопа Ніжинського Семиона Адамовича і їх сусідами воловичанами, що були підданими архієпископа Чернігівського і Новгород-Сіверського Лазаря. Двоє найстаріших воловичан Роговенки Дацько та Ілля і троє ушенців: Кришня Сидір, Страшний Тиміш, Халімоненко Богдан підтвердили під присягою справедливість того, що межа з сусідами споконвіку ішла річкою Вовчок:
|  | Ми присягаємо господу Богу і признаємо, що, поскільки нам відомо, ці ґрунти, тобто сіножаті і другі угіддя, які на них є по річці Вовчок, що була границею від Кладьківки до лугу Ніжинського і до самої річки Десни, що при правлінні панів Грязних належала селам Воловиці і Ушні. А якщо ми несправедливо присягнули, скарай нас Боже, душею і тілом в цей і майбутній вік, щоб ми перетворились в порох і таку землю, як той ґрунт, не вставали на суд божий. Амінь. |

За розпорядженням гетьмана військовий писар оглянув і визначив межі кладьківців і воловичан. Село Ушня і Воловиця універсалом Самойловича 14 червня 1676 р. були віддані Чернігівській кафедрі. Сварка за землю доходила до царя. Перед своєю смертю жінка Адамовича віддала кафедрі свою ділянку.
1687 р. жительниця Степанівки Іваниха Мельничка разом з своїм сином Василем, продали власний млин воловицкому жителю, пану Івану Доценку. Млин був розташований на річці Береза, що над селом Воловицею. Свідками продажі були воловицький отаман Кравець Павло, воловицький війт Сидоренко Миско, Шелест Ігнат, Шелест Михайло, Симоненко Хвеско, Скомердяка Ілля, Губський Лук'ян, Малюжич Семен, Малюжич Лук'ян, Мальченко Микита.
1704 р. універсалом гетьмана Мазепи, козаку Василю, який одружився з вдовою колишнього війта с. Воловиця, дозволялося далі користуватися ґрунтами наданими в свій час Чернігівською Кафедрою покійному війту.
1718 р. на вірність царевичу Петру Петровичу присягнуло 32 воловичан. Із старшин зазначені: сільський отаман Яків Василевич, курінний отаман Прокопій Бондаренко, війт Зенько Мальченко.
1721–1739 р.р. розглядалася судова справа про захоплення ушенським городничим ґрунтів воловицького козака Сили Ткаченка.
1728 р. Чернігівській кафедрі були повернуті ґрунти «рокитники», якими начебто незаконно заволоділи козаки с. Воловиця. Воловицький отаман Грицько Ященко з товариством оголосили, що ґрунтами вони користуються законно. В кінці справи козаки дали письмове вибачення городничому отцю Герману, були вибаченні та позбулися жодних покарань. У справі згадуються жителі: отаман Ященко Грицько, наступний отаман Моренець Яким, козак Никифор Індило, Моцарський Грицько, городничий ієромонах Гєрман, городничий Макарій, козак Зеленський Антон, Шибайло Іван, степанівські старожили Луш Гаврило та Черемис Іван, отаман с. Степанівка Шевченко Михайло.
1732 р. на вірність імператриці Анні Іванівні присягнуло 32 воловицьких козаків.
1732 р. у селі Воловиці зареєстровано: 7 дворів «можних ґрунтових» козаків (Проценко Ярош, Індиленко Клим, Кушнеренко Василь, Ювченко Федір, двір братів Маленків (5 хат), 2 двора Коваленків (по 2 хати), 18 дворів «середніх ґрунтових», 10 дворів «убогих» які не могли служити та 4 козачих підсусідків. «підданних чернігівської кафедри»: 5 дворів «можних ґрунтових», 6 дворів «середніх ґрунтових», 4 «убогих» та 2 убогих вдов. Священник отець Евфим Кочерга, паламар Грицько. Із будівль в селі зазначені школа та шпиталь.
1732–1735 р.р. численні жалоби підданих Чернігівської кафедри із сел.: Воловиця, Кладьківка, Степанівка, Тулиголова на те що їх занадто загружають великими повинностями.
1736 р. у селі Воловиці зареєстровано: 5 «ґрунтових» у трьох дворах (Михайленко Грицько, Попович Юсько, вдова Михайленчиха, Кушнеренко Василь, Проценко Яруш), 21 «мало-ґрунтових» та одна козачка вдова у 10 дворах та 22 козаків бідняків та одна козачка вдова у 18 дворах (всього 45 козацьких сімей та троє козачих підсусідків. У козаків бідняків зареєстровано 6 коней та 7 волів, 9 сімей без скоту. Також зареєстровано «підданних чернігівської кафедри»: 11 малоґрунтових у 9 дворах та 4 бідняків у 4 дворах.
1737 р. у травні в похід на Крим виступило 11 воловицьких та 6 степанівських козаків. У четверо з них коні були «негодніе».
1738 р. В селі Воловиця зареєстровано: 5 «малоґрунтових» козаків у трьох дворах, 28 козаків бідняків та одна козачка вдова у 19 дворах (всього 31 козацька сім'я). Також зареєстровано 9 підданних чернігівської кафедри с. Воловиця та с. Степанівки в 6 дворах. Серед бідних козаків, були й зовсім убогі, семеро сімей взагалі не мали ані коня, ані вола. Всього зареєстровано 14 коней та 17 волів у бідняків та 6 коней та 9 волів у підданних кафедрі. Скільки скоту в малоґрунтових не зареєстровано.
1746 р. Згідно зі «Сповідальною відомістю» у селі 404 мешканці. 28 дворів. Духовних — 19, козаків — 266, підданих чернігівської кафедри — 91, дворових — 28. Священник Ефим Іванович Кочерга.
1747 р. у селі зареєстровані: Старшина та виборні козаки: отаман Куц Остап Іванович, осавул Горбаченко Петро Григорович, отаман надвиборний козак Попович Юско Іванович, козак виборний Кушнір Василь Михайлович. У 9 дворах — 14 «убогих маючих скот та не маючих» виборних козаків. У 10 дворах 11 «Подпомощих» убогих та маючих скот козаків та 6 убогих козаків підсусідків. Всього зареєстровано 22 козачих хат в яких проживають 26 сімей. У козаків загалом 26 коней та 23 вола. Також у селі зареєстровано 7 родин підданих Чернігівській кафедрі (Війт Юско Малюженко, десятчики: Пилип Данилович Олешко та Олексій Тарасович Гончаренко), у яких загалом 6 коней та 3 волів. У селі зазначені особливі будівлі: шинок монастиря Чернігівської катедри, двір прислужий монастиря Чернігівської катедри, двір шинковий сотника Левицького, двір воловицького священика Евфима Івановича Кочерги (храм св. Архангела Михаїла), двір дьякона Василя Кочерги, школа та шпиталь.
У сусідній Степанівці зазначені: шинок монастиря Чернігівської катедри, двір степанівського священика Івана Донченка, двір паламаря Грицька Губенка, школа та шпиталь.
1756 р. Згідно зі «Сповідальною відомістю» у селі 438 мешканців. 28 дворів. Духовних — 16, козаків — 314, підданих чернігівської кафедри — 51. Священник Ілля Іванович Кочерга, дяк Семен Тимофійович.
1762 р. На вірність імператриці Катерині II присягнуло 96 воловицьких та 70 степанівських козаків.
1780 р. Згідно зі «Сповідальною відомістю» в селі проживають 335 чоловіків та 360 жінок у 30 дворах. Духовних та їх домашніх: 17 чоловіків та 14 жінок.
Козаків (Воѣнные и ихъ домашніе): 267 чоловіків та 297 жінок.
Піддані селяни (Посполитые и ихъ домашніе): 48 чоловіків та 49 жінок.
1781 р. В селі 57 козачих дворів в яких 83 хати та 1 безхатна сім'я та 13 дворів підданих Чернігвської катедри в яких 13 хат та 1 безхатна сім'я. «Обыватели делают сани и покупают для продажи, простые колеса, повозки, решета и разную дерев. посуду».
1783 р. згадується перевіз через Десну у Воловиці.
1784 р. 29 Грудня помер священник Максим Матвійович Кочерга (1736—1784).
1786 р. наказом Катерини II в Україні була проведена секуляризація церковних земель. Піддані чернігівської кафедри відтоді становилися «казенними селянами».
1816 р. у поміщика колезького регістратора Кочерги Лаврентія Васильовича зареєстровано 9 підданних селян: Сім'я Артюхів: Аврам Евсійович, 45 р, його жінка Марфа, 37 р. та діти: Омелян, 14 р., Дмитро, 6 р, Олександра, 16 р, Марфа, 8 р, Ірина, 3 р; також зареєстровані дворові дівчата: Наталія Іванівна Мирочникова, 20 р. та Ефимія Петрівна Глуха, 27 р.). У графі «из того выбыло» вказані: Григорій Евсійович Артюх (1764—1811) та Еремій Артюх 1790 р.н. який втік з села у 1816 р.
1830 р. Згідно зі «Сповідальною відомістю» в селі проживають 335 чоловіків та 351 жінок. Духовних та їх домашніх: 7 чоловіків та 7 жінок — «Священник Афанасий Васильевич Кочерга 36 [лет], Жена его Марфа Стефановна 30, Дети их: Федосия 12, Василий 10, Николай 8, Мария 5, Мать его Екатерина Васильевна Кочерга 62, Дети ее: Михаил 29, Иван 24, Анна 32, Стихарной дячок Лука Гоголев 43, Жена его Агафия Максимовна 41, Стихарной пономарь Тимофей Гоголев 24, Жена его Матрона 25»
Козаків (Воѣнные и ихъ домашніе): 271 чоловіків та 283 жінок.
Казенні селяни (Крестьянѣ вѣдомства казеннаго и ихъ домашніе): 60 чоловіків та 65 жінок.
Піддані(Священника Афанасія Кочерги крестьянѣ): 4 чоловіка та 3 жінки «Вдова Марфа Артюх 52, Дети ее: Дмитрий 18, Ирина 17, Григорий 13, Семен 28, Жена Семена Евдокия 25, Сын их Иван 4»
1857 р. Чернігівська Губернська Будівельна та Дорожня Комісія утверджує проєкт нової звонарні на заміну застарілій.
1858 р. в селі 146 дворів в яких проживають 407 чоловіків та 457 жінок. Козаків ті їх домашніх 690 осіб (Белий, Богдан, Брей, Бойченко, Глечик, Грищенко, Індило, Карпець, Кльозка, Ковп, Каркусь, Костирка, Кочка, Куц, Кушнір, Лесан, Лисанок, Луговий, Лукаш, Лют, Май, Максименко, Малий, Маренець, Миргородський, Моцарський, Петруша, Попович, Примоченко, Рижий, Ридзель, Сахно, Тараненко, Харечко, Худина, Чаус, Шебеда.)
1861 р. Розглядалась судібна справа проти козаків Якова Малого, Ісаака Лугового та священика Афанасія Васильовича Кочерги, жилі будівлі яких розміщалися на занадто близькій, незаконній відстані від воловицького храму св. Арх. Михайла.
1872 р. у Воловиці проживають 406 чоловіків та 426 жінок. 74 козачих дворів, 17 казенних селян, 11 інших. Дворяни: Кочерга Павло Афанасійович та Кочерга Григорій Якович. В селі 123 коней, 365 рогатого, 398 овець, 257 свиней.
1885 р. 27 Жовтня, у храмі Архангела Михаїла с. Воловиця, вінчалися: «Черниговского уезда с. Локниста Старший писарь, унтер-офицерского звания, 2го штаба 5й пехотной дивизии Александр Авксентиевич Чикилевский. Православного вероисповедания, первым браком.» 29 років (1856—1908) та «Сосницкого уезда, села Воловицы коллежского регистора Григория Яковлевича Кочерги дочь Пелагея. Православного вероисповедания, первым браком.» 23 років (1862—1918). Олександр Авксінтійович отримав по одруженню значну ділянку земель с. Воловиці, що належали Якову Григоровичу Кочерзі. У 1908 р. Олександр Авксінтійович застрелився.
1885 р. в липні у Воловиці розгорілася епідемія дифтириту внаслідок якої, у тому році, померли 54 дітей. Був випадок, коли у відставного солдата Матвія Григоровича Малого в один день, 4 серпня, померло четверо дітей.
1893 р. 17 Січня, у храмі Архангела Михаїла с. Воловиця, вінчалися: «С. Воловицы Губернского секретаря Павла Афанасьевича Кочерги сын Лавр. Православный. Первым браком.» 20 років (1873 — після 1930) та «С. Воловицы казенная крестьянка Евгения Федоровна Вакуленко. Православная. Первым браком.» 19 років (1874 — після 1930). Окрім багатьох власних дітей подружжя Кочерги виховували також дочку їхньої померлої прислужниці Марфу Адаменко. У 1930 р. сім'я Лавра Кочерги була розкуркулена та вислана із села.
1907 р. 15 Квітня, під час революційних хвилювань кладьківськими революціонерами був вбитий воловицький десятник Куц Данило Варфоломійович, який розповсюджував та читав людям антиреволюційні брошури правих партій.
До перевороту 1917 населення села складалося переважно з козаків та казенних селян.
Більшістю землею у селі володіли дворяни Олександр Авксентійович Чикілевскій (бл.1856 — 1908), який мав близько 160 десятин землі, та Лавр Павлович Кочерга (бл.1873 — після 1930). Мали землю також воловицькі козаки і казенні селяни та особи з інших сільських товариств, які володіли землею на правах купівлі. Козацькі роди: Кушнір, Малий, Індило, Попович, Лют, Куц, Ридзель, Моренець, Брей, Костирко та ін; Казенні селяни: Колібаба, Дядюшко, Ломаківський, Чуприна, Малюга, Вакуленко, Сльозка та ін. У козацьких і казенних товариствах були свої старости, яких обирали члени спільноти.
В селі на той час правила службу церква святого Архангела Михаїла (XVII ст.), працювало Земське народне початкове училище (1881), бібліотека-читальня (1909), фельдшерський пункт, пожежна бригада, діяли більш ніж півтора десятки вітряних млинів. У селі досі зберігся дерев'яний вітряк, який побудував козак Костирко. Також у селі працював шинок. Частина селян займались риболовлею. Безземельні селяни в літній період ішли на заробітки до німців-колоністів, які жили під Борзною. На селі в той час магазинів не було, окрім шинка. Попечителем Воловицької бібліотеки напочатку був вищезгаданий дворянин Лавр Павлович Кочерга, а у 1913 р. попечителем був вибраний Індило Яків Мойсейович.

### Міжвоєнний період
У 1929 році, під час примусової колективізації, створено колгосп «Перебудова» з 17 дворів, а після 1933 року, село повністю було колективізоване.
Організаторами колгоспу були -  Малий Петро Григорович, Колібаба Яків Петрович, Колібаба Данило Ониськович, Куц Семен Артемович.
Невідомі спалили хату комуністичного активіста Малого Петра Григоровича.
Завдяки зусиллям місцевого керівництва, особливо Куца Семена Артемовича, великого голоду в селі не було. Під час голодомору із сусідньої Кладьківки селяни несли у Воловицю одежу  на обмін за їжу. У самій же Воловиці майже жодна людина від голоду не загинула.
У 1936 році було припинено храм, а приміщення почали використовувати для сільського клуба.
13 вересня 1941 року в село увійшли німці.
Радянські війська звільнили село 13 вересня 1943 року.

### Післявоєнний період і до наших днів
Через те, що лісоматеріалів у районі не було, заготівля лісу здійснювалася аж у Росії, після чого його по Десні сплавляли до Сновська, де перевантажували у вагони і залізницею везли до Мени, звідки вже доставляли у Воловицю. У Воловиці селі першими в Борзнянському районі збудували водогін, провели радіоточку, здійснили електрифікацію.
У колгоспі, головою якого з 1948 року став Індило Василь Васильович, через нестачу матеріалів будівлі для тварин будували з плотів, лише два були дерев'яні. Після повоєнного відновлення господарства, у колгоспі було 320 голів худоби, у тому числі 36 корів. Удої молока в середньому становили 500—600 літрів. Урожайність зерна становила 6-7 центнерів з гектара, картоплі 60-70 центнерів.
На земельних угіддях переважно сіяли льон та коксагиз. Займалися тваринництвом, тримали свиноферму. Грошові прибутки становили 130—140 карбованців на рік. Один трудодень становив 10-20 копійок, 600 грамів зерна. Люди працювали дуже тяжко — все робилось головним чином в ручну.
Колгосп-мільйонер «Перебудова» був відомий в повоєнні часи. В селі діяли восьмирічна школа, клуб, бібліотека. В селі на той час було 300 велосипедів, 7 легкових автомобілів. Василь Васильович Індило, який протягом десяти років очолював колгосп, неодноразово обирався депутатом Верховної Ради УРСР.
У 1959 році було три колгоспи з сіл Воловиця, Степанівка і Сидорівка були об'єднані в артіль «Дружба». Об'єднане господарство почало занепадати: рентабельність господарства знижувалось. Головою колгоспу було обрано Бакуна Михайла Григоровича. За нового голови у Воловиці були побудовані крупорушка і олійниця, відбудований сільський клуб на 200 місць, відкритий дитячий піонерський табір, асфальтовано центральну вулицю.
У 1973 році колгосп «Дружба» був перейменований на «Десну». Оскільки центральна садиба була у Степанівці то вся набута техніка і все інше перекочовувало туди. Селянам це не сподобалось і тоді (через 31 рік) в 1991 році воловичани вирішили організувати свій колгосп і назвали його «Перебудова». Люди були рішуче настроєні жити самостійно і на сході села це підтвердили. Головою було обрано Литвиненка Сергія Борисовича. Село мало-по малу почало підніматися на ноги: відкрито дитячий садок на 12 місць; закуплено нову техніку, у тому числі чотири вантажівки ЗіЛ, два трактори та чимало іншої сільгосптехніки. На фермі були збудували два нові хліви для корів, кормоцех, три ангари, картоплесортувалку.
На 1990 рік село було зв'язане автобусним зв'язком з районним центром — містом Борзною та містом Ніжин. По Десні ходив теплохід «Полісся». Але через пострадянську економічну кризу стало неможливим зв'язувати Чернігів і Воловицю водним шляхом.

## Звільнення України від СССР
Після 1991 року настали важкі часи для колгоспу. Однак жителі села робили все щоб утриматися разом, колективно. І хоча господарство займає не останнє місце в районі, ситуація погіршувалася з року в рік. Економіка занепадала — потрібно було витрачати чим далі то більші кошти для того, щоб придбати бензин, солярку та провести польові роботи; людям на декілька місяців затримувалася зарплата. В решті 1993 року колгосп був переформований в КСП «Придеснянське» (голова з 1995 року — Топчій Віталій Михайлович). Колгоспне майно було поділене на паї. Люди вирішили триматися разом. Але багато хто покладається на підсобні господарства: в індивідуальному користуванні в селі п'ять тракторів, 20 селян мають в господарстві коней.
У Воловицькії неповній середній школі станом на 1995 рік навчалося 26 учнів. Директором школи — Ломаківська Л. П. Працюють сільська бібліотека (завідувачка Ридзель Г. А.), ФАП (завідувач Фесюн Ю. М.) і клуб (завідувачка Кушнір О. І.).
12 червня 2020 року, відповідно до розпорядження Кабінету Міністрів України № 730-р «Про визначення адміністративних центрів та затвердження територій територіальних громад Чернігівської області», село увійшло до складу Комарівської сільської громади.
19 липня 2020 року, в результаті адміністративно-територіальної реформи та ліквідації Борзнянського району, увійшло до складу Ніжинського району Чернігівської області.

## Демографія
За даними сайту Верховної Ради України у Воловиці мешкає 450 жителів.
| 1746 | 1756 | 1766 | 1774 | 1780 | 1786 | 1794 | 1807 | 1830 | 1858 | 1872 | 1885 | 1897 | 1902 | 1925 | 1943 | 1951 | 1986 | 1998 | 2001 | 2008 | 2013 |
| ---- | ---- | ---- | ---- | ---- | ---- | ---- | ---- | ---- | ---- | ---- | ---- | ---- | ---- | ---- | ---- | ---- | ---- | ---- | ---- | ---- | ---- |
| 404  | 438  | 648  | 634  | 659  | 750  | 728  | 727  | 686  | 864  | 831  | 1048 | 1298 | 1326 | 1423 | 781  | 1248 | 720  | 530  | 450  | 376  | 260  |
| ▼    | ▲    | ▲    | ▼    | ▲    | ▲    | ▼    | ▼    | ▼    | ▲    | ▼    | ▲    | ▲    | ▲    | ▲    | ▼    | ▲    | ▼    | ▼    | ▼    | ▼    | ▼    |

Населення села в основному складається з людей пенсійного віку.

### Мова
Розподіл населення за рідною мовою за даними перепису 2001 року:
| Мова       | Кількість | Відсоток |
| ---------- | --------- | -------- |
| українська | 448       | 99.56%   |
| російська  | 2         | 0.44%    |
| Усього     | 450       | 100%     |

## Відомі люди
У Воловиці проживав дід радянського історика, академіка АН СРСР Нарочницького Олексія Леонтійовича, справляючий посаду псаломщика Нарочницький Федір Елісейович (бл.1830-1905).
У Воловиці народився та проживав прадід радянського та ізраїльського режисера Хаїта Леоніда Аврамовича, Залеський Давид Аврамович (1863—1941), спогади про якого Леонід Аврамович опублікував у своїй книзі: «Присоединились к большинству…: Устные рассказы Леонида Хаита, записанные на бумагу».
У Воловиці проживав дід російської письменниці Красногорської Ірини Костянтинівні, Красногорський Микита Ксенофонтович (1871—1937), який священствував у храмі Архангела-Михаїла із 1914 по 1924 рік. Спогади про свого діда Ірина Костянтинівна опублікувала у своїй книзі: «Предки моими глазами».
У Воловиці народився професор Івано-Франківський національний технічний університет нафти і газу, доктор геолого-мінералогічних наук, академік Академії екологічних наук України Адаменко Олег Максимович.
У Воловиці народився кандидат філос. наук, голова Ужгородська райдержадмін (2005 р.), член Асоц. соціологів України Колібаба Анатолій Васильович.
В селі Воловиця проживала мати-героїня, яка виростила і виховала 15 дітей Кушнір Олександра Іванівна і проживають багатодітні матері: Кушнір Світлана Іванівна - мати 7 дітей, Міщенко Лідія Іванівна - мати 5 дітей.